# Lednik Karlova
Lednik Karlova (englische Transkription von russisch Ледник Карлова Lednik Karlowa) ist ein Gletscher an der Shackleton Range in der antarktischen Ross Dependency. Er mündet westlich des Mount Kolp in der Nash Range in das Ross-Schelfeis.
Russische Wissenschaftler benannten ihn. Der Namensgeber ist nicht überliefert.